# Marquinhos (labdarúgó, 2003)
Marcus Vinicius Oliveira Alencar (São Paulo, 2003. április 7.) brazil korosztályos válogatott labdarúgó, a Cruzeiro játékosa.

## Pályafutása

### Klubcsapatokban
A São Paulo akadémiáján nevelkedett. 2021. július 11-én mutatkozott be a bajnokságban a Bahia ellen  1–0-ra megnyert mérkőzésen a 78. percben Vitor Bueno cseréjeként. 2022. június 13-án hosszú távú szerződést kötött az angol Arsenal csapatával. Szeptember 8-án mutatkozott be a svájci Zürich ellen az Európa-ligában és megszerezte az első gólját is, valamint gólpasszt is jegyzett. 2023. január 31-én a 2022–2023-as szezon végéig kölcsönvette a Norwich City csapata.
Két brazíliai kölcsönszerződést követően a Fluminense és a Cruzeiro csapatainál, 2025 nyarán elhagyta az Arsenalt, az utóbbi csapat véglegesítette igazolását.

### A válogatottban
2019-ben pályára lépett a Dél-amerikai U17-es labdarúgó-bajnokságon.

## Statisztika
2023. január 9-i állapotnak megfelelően.
| Klub                   | Szezon   | Bajnokság      | Bajnokság | Bajnokság | Állami bajnokság | Állami bajnokság | Kupa  | Kupa  | Ligakupa | Ligakupa | Nemzetközi | Nemzetközi | Egyéb | Egyéb | Összesen | Összesen |
| Klub                   | Szezon   | Bajnokság      | Mérk.     | Gólok     | Mérk.            | Gólok            | Mérk. | Gólok | Mérk.    | Gólok    | Mérk.      | Gólok      | Mérk. | Gólok | Mérk.    | Gólok    |
| ---------------------- | -------- | -------------- | --------- | --------- | ---------------- | ---------------- | ----- | ----- | -------- | -------- | ---------- | ---------- | ----- | ----- | -------- | -------- |
| São Paulo              | 2021     | Série A        | 21        | 0         | 0                | 0                | 1     | 0     | —        | —        | 2          | 1          | —     | —     | 24       | 1        |
| São Paulo              | 2022     | Série A        | 1         | 0         | 11               | 2                | 3     | 0     | —        | —        | 3          | 1          | —     | —     | 18       | 3        |
| São Paulo              | Összesen | Összesen       | 22        | 0         | 11               | 2                | 4     | 0     | 0        | 0        | 5          | 2          | 0     | 0     | 42       | 4        |
| Arsenal                | 2022–23  | Premier League | 1         | 0         | —                | —                | 1     | 0     | 1        | 0        | 3          | 1          | —     | —     | 6        | 1        |
| Arsenal                | Összesen | Összesen       | 1         | 0         | 0                | 0                | 1     | 0     | 1        | 0        | 3          | 1          | 0     | 0     | 6        | 1        |
| Norwich City (kölcsön) | 2022–23  | Premier League | 0         | 0         | —                | —                | —     | —     | —        | —        | —          | —          | —     | —     | 0        | 0        |
| Norwich City (kölcsön) | Összesen | Összesen       | 0         | 0         | 0                | 0                | 0     | 0     | 0        | 0        | 0          | 0          | 0     | 0     | 0        | 0        |
| Összesen               | Összesen | Összesen       | 23        | 0         | 11               | 2                | 5     | 0     | 1        | 0        | 8          | 3          | 0     | 0     | 48       | 5        |

1. ↑  Pályára lépések a Libertadores kupában
2. ↑  Pályára lépések a São Paulo állami bajnokságban
3. ↑  Pályára lépések a Copa Sudamericanában
4. ↑  Pályára lépések az Európa-ligában

## Sikerei, díjai
- São Paulo
  - São Paulo állami bajnok: 2021